# Памятник Майе Плисецкой
Памятник Майе Плисецкой — работа скульптора Виктора Митрошина, установленная в центре Москвы, в сквере Майи Плисецкой, в 2016 году. 
Инициатором установки памятника Плисецкой был Алексей Вейцлер — журналист и фотохудожник, бывший артист Большого театра СССР, главный редактор журнала «Андрей» . Он вел долгую и сначала безрезультатную переписку с московскими властями, а в мае 2015 года выступил с петицией, которую подписали 62633 человека.
Сквер, названный в честь балерины, появился на Большой Дмитровке в 2015 году на месте пустыря, образовавшегося в 2005 году после сноса под дальнейшую застройку старинного дома № 14, в котором провёл детство поэт поэт Владислав Ходасевич. В 2013 году на открывшейся после сноса боковой стене соседнего дома № 16 появилось граффити бразильского художника Эдуардо Кобра с изображением Майи Плисецкой в образе Одетты из балета «Лебединое озеро». Работа, созданная в рамках московского фестиваля уличного искусства MOST и приуроченная к 88-летнему юбилею балерины, привлекла внимание москвичей. В 2015 году «провал» между домами был благоустроен, образовавшемуся скверу было присвоено имя балерины.
Год спустя при активном участии супруга и вдовца Майи Плисецкой Родиона Щедрина в сквере был установлен памятник балерине. Его автор — уральский скульптор Виктор Митрошин, который был лично знаком с Майей Плисецкой и выполнял её скульптурные портреты ещё при жизни артистки. Майя Плисецкая представлена в образе Кармен, ставшем в её исполнении хрестоматийным. Моделью при создании памятника выступила балерина Татьяна Предеина.
Открытие состоялось 20 ноября 2016 года, в день рождения Плисецкой. 
После открытия художественные достоинства памятника критиковались москвичами и специалистами, отмечались несоответствия облику и стилю балерины, несоразмерность статуи и непропорционально высокого постамента. 